# 北土城东路
39°58′37″N 116°24′59″E / 39.977025°N 116.4162601°E
北土城东路位于北京市朝阳区，是一条城市主干道。

## 简介
道路沿元大都北城墙遗址北侧布置，西起北辰路（原熊猫环岛处）与北土城西路相连，东至京承高速公路与太阳宫南街相连。因元大都城为土城，故名，原与北土城西路合称“土城北路”、“北土城路”，1986年从熊猫环岛分为两段。
继续向西可连接知春路等道路至中关村。地下建造有北京地铁10号线。